# Tacazze-nektármadár
A Tacazze-nektármadár (Nectarinia tacazze) a madarak osztályának a verébalakúak (Passeriformes) rendjébe, ezen belül a nektármadárfélék (Nectariniidae) családjába tartozó faj.

## Rendszerezése
A fajt Edward Stanley Derby 17. grófja, angol politikus és ornitológus írta le 1814-ban, a Certhia nembe Certhia tacazze néven. Egyes szervezetek a Chalcomitra nembe sorolják Chalcomitra tacazze néven.

## Alfajai
- Nectarinia tacazze jacksoni (Neumann, 1899) - délkelet-Szudán, Uganda, Kenya és Tanzánia északi része
- Nectarinia tacazze tacazze (Stanley, 1814) - Etiópia és Eritrea[1]

## Előfordulása
Dél-Szudán, Eritrea, Etiópia, Kenya, Szudán, Tanzánia és Uganda területén honos. Természetes élőhelye szubtrópusi vagy trópusi hegyvidéki esőerdők, magaslati gyepek, szavannák és cserjések, valamint szántóföldek és vidéki kertek. Állandó, nem vonuló faj.

## Megjelenése
Testhossza 15-22 centiméter.
|  |

## Természetvédelmi helyzete
Az elterjedési területe nagyon nagy, egyedszáma pedig stabil. A Természetvédelmi Világszövetség Vörös listáján nem fenyegetett fajként szerepel.